# Epsilon Reticuli
Désignations
Epsilon Reticuli (en abrégé ε Ret) est une étoile binaire située à un peu plus de 59 années-lumière (18 pc) du Soleil dans la constellation du Réticule. L'étoile principale est une sous-géante orange d'environ 1,2 masse solaire tandis que son compagnon est une naine blanche.

## Système stellaire
La sous-géante, Epsilon Reticuli A, a cessé la fusion de l'hydrogène en son cœur et passera ensuite au stade de géante rouge ; en dépit de son stade évolutif plus avancé que le Soleil, elle n'est sans doute pas plus âgée que notre étoile.
La naine blanche, Epsilon Reticuli B, se trouve à environ 240 UA de l'étoile principale, avec une température de surface comprise entre 9 000 et 17 000 K.

### Compagnon planétaire
Une exoplanète, Epsilon Reticuli b, a été détectée autour de la sous-géante Epsilon Reticuli A par la méthode des vitesses radiales, qui a permis de déduire une masse minimum de 1,56 MJ pour cette planète, qui bouclerait en 428 jours une orbite assez peu excentrique dont le demi-grand axe vaudrait environ 1,27 UA.